# Gerevich József
Gerevich József (Budapest, 1948. december 5. –) pszichiáter, neurológus, addiktológus és pszichoterapeuta, egyetemi tanár, író.
Élet- és alkotótársa Bácskai Erika szociológus. Apja Gerevich László régész, művészettörténész, anyja Vattai Ilona művészettörténész. Apja nagybátyja Gerevich Tibor művészettörténész. Apai nagybátyja Gerevich Aladár kardvívó. Nővére, Éva irodalomtörténész, bátyja, László matematikus. Gyermekei: Zoltán pszichofarmakológus, Péter építőmérnök-statikus, Tamás szociológus, Manchin Miriam közgazdász. Unokaöccse Gerevich András költő-műfordító.

## Szakmai pályája

### A kezdetek
Gimnáziumi éveit a Radnóti Miklós Gimnáziumban végezte, majd a Semmelweis Orvostudományi Egyetemen folytatta tanulmányait. Már az egyetem ötödik évében diákköri munkát végzett Pethő Bertalan szárnyai alatt, többek között Göncz Kinga, Ungvári Gábor, Bitter István, Simon Lajos, Zöld Bálint és Tolna Judit társaságában. Egyik pszichiátriai dolgozatával első helyezést ért el a rektori pályázaton Szkizofrének erkölcsi ítélete és világnézete címmel. Summa cum laude orvosdoktori diplomáját (1973) megszerezve szakmai munkáját így a Pszichiátriai Klinikán folytatta, Juhász Pál, a klinika igazgatója szárnyai alatt, akinek hatására később neurológiai szakvizsgát is tett (1977). A pszichiátria-addiktológia akkori módszerei, még akkor is, ha klinikai művelői ezt igényesen művelték, ellenérzést váltottak ki belőle.

### A szociálpszichiáter
Klinikai tevékenységét így nem szokványos módon terjesztette ki. Önismereti csoportokat szervezett népművelőkkel kultúrházakban; elindította a teaház mozgalmat. Többféle szakmai műhelyt hozott létre fiatal kollégáival (Fiatal Pszichiáterek Fóruma, Szociálpszichiátriai Műhely), és rendszeres továbbképzéseket, vitákat szervezett velük. Ungvári Gáborral ketten találták ki a „Szerda esték” néven ismertté vált interdiszciplináris műhelyt, ahol történészekkel, művészettörténészekkel, irodalmárokkal és más szakemberekkel vitatkoztak. Gerevich itt adott elő először Dosztojevszkij és a pszichiátria kapcsolatáról, itt ismertette Gulácsy Lajos és Nemes-Lampérth József patográfiáját, és itt került sor a népszerű József Attila-vitára is a nozológusok és a szociálpszichiáterek között. Emlékezetes volt vitaestjük Hankiss Elemér és Buda Béla között, amelyet Kornai János közgazdásszal kiegészítve is megismételtek.
Ekkortájt a népművelők körében mentálhigiénés mozgalom indult, amelyben Közösségi mentálhigiéné (1989) címmel szerkesztett könyvével központi szerepet vállalt. A Kulich Gyula téri Nappali Szanatóriumban Zseni Annamáriával kialakított művészetterápiás osztály transzparens, a művelt közönség számára is nyitott munkája és Juhász Pál professzor támogatása alkalmat adott arra, hogy az akkoriban még gyerekcipőben járó képzőművészeti-zenei törekvéseket is felkarolja. 1983-ban megjelent Terápiák társadalma, társadalmak terápiája – Változatok a kakukkfészekre című könyve, amely szintén hozzájárult ahhoz, hogy hosszú évekre „a szakma fenegyerekeként” lett elkönyvelve. A könyvben, amely Nyírő Gyula díjat nyert, a pszichiátriai osztályok demokratizmusát példaként állította az egész országot meghatározó diktatúrával szemben, és egyértelműen deklarálta elköteleződését a liberális demokrácia mellett szakmán belül és kívül. Minden interjújában, megjelenésében hangsúlyozza, hogy ez azóta mit sem változott.

### Addiktológiai elhivatottsága
Hamar szembesült azzal, hogy a hagyományos pszichiátriai osztály nem alkalmas a drogfogyasztó populáció megfelelő terápiás megközelítésére. A Kulich téri Nappali Szanatórium így a nem hagyományos terápiás megközelítés kísérleti terepévé, egyfajta életforma-műhellyé vált. Később munkacsoportjával elsőként indított el átfogó képzést az drog-ambulanciákon dolgozó szakembereknek 1988-ban, és létrehozta az első szakmai ernyőszervezeteket – Magyar Narkológiai Társaság, Drogambulanciák Szakmai Szövetsége Tanácsa –, amelyekből később átfogó fejlesztési program nőtt ki. Ennek során, már az időközben létrehozott, és nemzetközi szinten is elismert Drogmegelőzési Módszertani Központ és Ambulancia keretében magyar nyelvre adaptáltak számos, nemzetközi szakmai gyakorlatban kifejlesztett diagnosztikai és terápiás módszert, korszerű adatvédelmi rendszert dolgoztak ki. Munkatársa, Bácskai Erika vezetésével elindították azt a primér prevenciós műhelyt, amely módszertani megalapozója lett az iskolai megelőzési projekteknek. A megelőzésben kulcsfontosságú kortárssegítés módszertani megalapozását középiskolás fiatalok, illetve pedagógusok bevonása révén már a nyolcvanas évek közepén elkezdték kortárssegítő tréningek segítségével. Tizenöt évig tartó munkájuk tapasztalatait a Kortárssegítés tanári kézikönyvében (2000) foglalták össze. Időközben a kortárssegítés bekerült az egyetemi képzésbe és szélesebb körben elterjedtté vált. Szakmai koncepciókat, tervezeteket hoztak létre egy-egy város, budapesti kerület szintjén éppúgy, mint az országos drogpolitika számára. Ehhez epidemiológiai kutatásaik adataira támaszkodtak.
Addiktológiai tevékenysége a betegellátáson és az oktatáson kívül kutatómunkával is kiegészült, amelyet jelenleg az Addiktológiai Kutató Intézet munkatársaként végez. Első lépcsőben az epidemiológiai vizsgálatok mellett a drogfogyasztó típusok kutatása és a prevenciós programok hatékonyságvizsgálata valósult meg. Eredményeiket Bácskai Erikával PhD disszertációikban foglalták össze és publikálták a The Development and Prevention of Drug Use (1996) címmel, majd az Ifjúság és drogfogyasztás című könyvükben (1998). Ezt a munkát követte a korszerű mérőeszközök és módszerek hazai adaptációjára irányuló kutatás, amelynek eredményei előbb a Drogambulanciák működése és hatékonysága című könyvben (2003), majd a Korszerű addiktológiai mérőmódszerek című könyvben (2011) került összefoglalásra. Emellett több nyugat-európai munkacsoporttal közösen részt vettek egy európai kokainkutatásban is, amelynek eredményeit Kokainprobléma Magyarországon című könyvükben (2006) ismertették. Ezt követően kutatócsoportjuk az agresszió, önagresszió és addikció közötti összefüggésekkel foglalkozott. Ennek a kutatómunkának lett gyümölcse az Agresszió, öngyilkosság, addikció című tanulmánykötet (2017), amelynek megvalósulásában Czobor Pál volt közvetlen munkatársuk.
2001-ben, a Drogmegelőzési Módszertani Központ kormányzati döntésre történt felszámolásával végleg elhagyta az állami egészségügyet.

### Művészetpszichológia
Családi indíttatása okán (szülei és apai nagybátyja művészettörténészek, nővére irodalomtörténész) kora gyermekkorától fogva szoros viszony fűzte a művészetekhez. Művészetpszichológiai kutatásait már pályája elején, magyar festők patográfiájának összeállításával elkezdte; Gulácsy Lajos és Nemes-Lampérth József – pszichózisa és művei között keresett összefüggéseket. A kétezres évektől fokozatosan tér vissza a művek és alkotóik között fennálló viszony pszichopatológiai tanulmányozása felé, a képzőművészet és az irodalom területével kiemelten foglalkozik elemzéseiben.
Művészetpszichológiai munkáiban szakít azzal a pszichiáter-megközelítéssel, amely az alkotó pszichiátriai diagnózisának mindenáron való felállítására törekszik. Szemlélete szerint alkotó és életmű viszonyában a feltárható összefüggések között a betegség is szerepelhet elemzendő tényezőként, de nem borítja be feltétlenül az életművet és az életpályát.
Írásai kiindulópontja a mű befogadása során létrejött intenzív élmény, módszere az élettörténet alapos elemzésére és összefüggések keresésére, kor- és kultúrtörténeti kontextusba helyezésére alapul. Hangsúlyozza, hogy pusztán egy festmény vagy szobor látványa alapján félrevezető lehet következtetni az alkotó személyiségére vagy a műtárgy elkészülésének hátterében lévő motivációra: „Minél kevesebbet tudunk egy képről, a festmény annál inkább projekciós felületté válik, amelyre kivetíthetjük bensőnket, lelkiállapotunkat. A képpel való megismerkedésnek ez az első stádiuma. [..] Lelkünk projektív tartalmát azonban kizárólag az élettörténet alapos elemzése szoríthatja vissza, csak a személyes dokumentumok (levelezés, napló, hiteles élettörténet) vezethetnek egyedül nyomra.”
Legfrissebb publikációiban a művészet „napos és árnyékos oldala”, azaz a kreatív tevékenység jótékony és destruktív hatásai foglalkoztatják.
Gulácsy Lajos
2005-ben publikálja Gulácsy Lajosról írt összefoglaló patográfiáját. A festőművész pszichózisának kialakulását és lefolyását rekonstruálja és elemzi azt hiteles írások, eredeti levéltári dokumentumok, levelezések és szemtanúk visszaemlékezései alapján. A munkát a festőművész kultúrtörténeti háttérét részletesen tárgyaló tanulmány indítja, majd Gulácsy személyiségvázlata követi, s az elemzést az akut pszichózis kitörésének vizsgálata zárja.
Teremtő Vágyak
2016-2018 között kiemelten foglalkozik képzőművészek találkozásélményeivel, olyanokkal, amelyek megtermékenyítő módon hatottak művészetükre és amelyekből műalkotások is születhettek. A különböző személyes motívumok mögött rejlő történetekből hetven esszét ír, amelyek három kötetben jelennek meg, „Teremtő Vágyak” címmel. Földényi F. László a második kötet előszavában kiemeli, hogy írásai egyfelől „a látásra és a képekben való elmélyedésre tanítanak”, másfelől „a pszichológia és az esztétika, a motívumkeresés és az autonóm vizualitás kényes egyensúlyát valósítják meg”. Kiindulópontként a mű befogadásának intenzív élményét használja, majd életrajzot és életművet vet össze és elemez olyan módon, hogy a találkozás élménye, a két szereplő duális kreativitása és az alkotó olyan, élettörténetbe ágyazott személyes motívumai kerülnek előtérbe, amelyek alkotásra inspirálták. Vágyteljesítés, önvizsgálat, öngyógyítás, traumatikus élmények feldolgozása és a halál közelsége ugyanolyan markánsan jelenik meg ezekben, mint maga a találkozásélmény múzsa és művész között, vagy a művésznek az a tapasztalata, mely szerint egy-egy mű megváltoztathatja az életét, emberi kapcsolatait, személyiségét.
Ő maga a könyv koncepciójáról az első kötet fülszövegében így ír: „Arra lettem figyelmes, hogy a festményeknek, szobroknak személyes történetük van, amely felfejthető a művész életrajzi dokumentumain keresztül. Olyan történetekre bukkantam, amelyek lecsupaszítva akár a művészet keletkezésmítoszainak is tekinthetők: két ember találkozik, felfedezik egymást, egy ideig élvezik egymás társaságát, majd szétválnak, vagy hosszú ideig, akár életük végéig együtt maradnak. És közben egyikük vagy mindkettejük remekműveket alkot. Van, akit a találkozás negatív élményei inspirálnak, és van olyan, akiből a boldogság hajtja ki a művészi teljesítményt. Kutatásaim eredménye a művészetpszichológiai megközelítés számára különböző kérdéseket vet fel, és összefüggések feltárását segíti elő. Az olvasó így közelebb kerül a művész szándékaihoz, és eltöprenghet azon, mi a különbség művész és nem-művész, pszichotikus és művész, vagy alkotó és múzsája között. És közelebb kerülhet a műalkotások megértéséhez.”
„A frappáns, rövid pszichobiografikus leírások szerelmek, szeretők, múzsák és kapcsolatok dzsungelébe kalauzolnak el példás szaktudással és ízléssel, azonban a gyakran tragikus sorsú kreatív hősök önboncolása, kíméletlen önfeltárása a szenvedélyes érdeklődő, magányos zsenik világát is felidézi az olvasóban. Gerevich kiindulópontja a műbefogadás során létrejött intenzív élmény, majd ebből halad imponáló ismeretanyaggal és a pszichoanalitikus, pszichiáter-író biztonságával az alkotó művészek személyiségének, kapcsolataik szövevényességének megértése felé.” (Tényi Tamás)
Sylvia Plath
2019-ben A képzelet kockázata címmel a képzőművészeti elemzéseket egy irodalompszichológiai témájú tanulmánykötet követi, az amerikai-angol prózaíró és költő, Sylvia Plath életművéről, életéről és betegségéről. Gerevich a kötet szerkesztőjeként és szerzőjeként egyaránt a költő kettősségekkel jellemzett személyisége és irodalmi munkássága közötti összefüggésekre helyezte a hangsúlyt. Az interdiszciplináris kötet tanulmányai kitérnek Plath személyes dilemmáira, küzdelmes alkotói karrierjére, miközben pszichiátriai betegségéről, annak tüneteiről és kezeléséről hiteles szakmai részleteket adnak.
Szemfényvesztő művészet
2021-ben összefoglaló művészetpszichológiai albumot jelentet meg, Szemfényvesztő művészet – utazás szerzők és művek körhintáján címmel.” "Négy évtized művészetpszichológiai tapasztalatait gyűjti össze ez a kézikönyv, amelynek hasábjain az olvasó belülről láthatja, mi zajlik a műtermekben, az íróasztalon, a zeneszobában vagy egy film forgatásán, mi játszódhat le az alkotóban és közvetlen környezetében."  A kötet főszereplője a műalkotások megannyi szerzője, aki spontán vagy tudatos alkotása révén meg nem valósult vágyait teljesíti, élete szeretett és gyűlölt személyeivel kommunikál. Gyakran meghatározó találkozásélményeit örökíti meg, traumáit és halálélményét próbálja feldolgozni. Máskor, élete bizonyos időszakaiban önvizsgálatot tart és korábbi művei nem várt hatásaira reflektál. Mindeközben a befogadó megtévesztésének ezernyi módjával élhet,- tudatosan, vagy öntudatlanul – művészetében. A kötet összefoglalja művészetpszichológiai módszerét, melynek során – legyen szó, festményről, regényről, versről, filmről vagy zeneműről – Gerevich először a mű élvezetéből, befogadásából indul ki, amelyben fontosak az első benyomások, az egészséges kíváncsiság – és eközben arra tanít, hogy ha nyitottak vagyunk rá, a mű mögött álló művész személyiségét, életrajzát is szabad, sőt egyenesen ajánlott vizsgálni a mű értelmezésével egyetemben. Nem kötelező, de lehet, hiszen érdekes, meglepő és néha megrázó megfejtések, lélektani tanulságok rejtőzhetnek a háttérben.
Gerevich az olvasóval együtt leplezi le a művészt, aki a mű mögött áll, a pszichiáter szakértelmével segít megfejteni, milyen élettörténeti események vezethettek a műhöz, mi állhat egy-egy műalkotás keletkezésének hátterében. Mindeközben a könyv egy rendkívül fontos kérdésről is szól: nemcsak és főleg nem őrültből lehet művész.”
Művészetterápiától az art brut-ig
Szakmai munkássága első korszakában, (1976-1986 között) a budapesti Pszichiátriai Klinika Nappali Szanatóriumában művészetterápiás közösséget alakított ki pácienseivel; létrehozta a Na’Conxypan, majd a Mentonopon csoportot. Miközben munkatársaival tág teret adtak a spontán művészi tevékenységnek, aktivitásra serkentette a résztvevőket: nyilvános kiállításokat szerveztek az ott született képekből, színpadi bemutatókat tartottak. 1980-ban „Művészet – Betegség – Társadalom” címmel Stumpf Imre pszichiáter és Benson Katalin pszichológus társaságában kiállítást szervezett a Budavári Palotában, a Magyar Nemzeti Galéria „A” épületében. A tárlaton, amelyet Beke László művészettörténész szakmai zsűrizésével és hoztak létre, a kiállító művészek egytől egyig pszichiátriai betegek voltak.
Az Országos Pszichiátriai és Neurológiai Intézet megszűnését követően, 2005-ben pszichiáterek, pszichoszakemberek, művészek és művészettörténészek együtt alapították meg a budapesti Art Brut Galériát, amelynek célja egy állandó kiállítótér létrejötte, kiállítási és művészeti programok megvalósítása volt. Gerevich a galéria létrehozásánál és az események jelentős részénél kurátorként is bábáskodott.

### A közelmúlt és a jelen
Hetvenedik születésnapját követően a pszichiátriai szakma Oláh Gusztáv életműdíjat adományozott számára, valamint a kerek évforduló alkalmából ünnepi tanulmánykötet jelent meg kollégái, tisztelői és barátai írásaiból, Gerevich70 – A terápiák társadalmától a teremtő vágyakig címmel.
Terapeutai munkája mellett aktív oktató, fejlesztő tevékenységet végez; a laikus közönség számára előadásain, tárlatvezetésein, a szakmai utánpótlásnak pedig a Semmelweis Egyetem, Pázmány Péter Tudományegyetem, Pécsi Tudományegyetem mellett az Eötvös Loránd Tudományegyetem berkein belül tart kurzusokat.
Közösségépítő és vitaindító megnyilvánulásairól ismert internetes közösségi oldala a magyarországi leglátogatottabbak közé tartozik. Napjainkban művészetpszichológiai tárgyú tanulmányaival, esszéivel szakmai és a nagyközönséghez szóló folyóiratok rendszeres szerzője.

## Szakmai munkássága

### Szakterületei
Orvosdoktori diplomát a Semmelweis Orvostudományi Egyetemen, 1973-ban szerzett. Szakorvosi képesítéssel rendelkezik neurológiából (1977), pszichiátriából (1979), orvosi pszichológiából (1980), pszichoanalitikus (1994), addiktológus (1994) és pszichoterapeuta (1999).
Terapeutai munkája során a pszichológiai problémák és pszichiátriai betegségek közül kiemelten foglalkozik a hangulatzavarokkal (depresszió, bipoláris zavar, öngyilkossági késztetés), a szenvedélybetegségekkel (alkohol- és drogprobléma, dohányzás), a szerencsejáték-szenvedéllyel, az evészavarokkal, a partner-kapcsolati problémákkal és a szexuális zavarokkal. A művészetek különböző válfajainak áldásos hatását felhasználta már a kezdetektől fogva, intézeti terápiás munkája során – mind a Pszichiátriai Klinika Nappali Szanatóriumában, majd az általa létrehozott Drogmegelőzési Módszertani Központban és Ambulancián –, valamint teszi jelenleg is, páciensei körében.

### Szerkesztői tevékenysége
Számos szakfolyóirat, többek közt a Psychiatria Hungarica és tematikus számainak főszerkesztője (1994-2002) és szerkesztője. A Gyermek- és Ifjúságvédelem szerkesztőbizottsági tagja (1990-1998), a European Addiction Research Advisory Board-jának tagja (1994-), a Psychotropes tanácsadó testületének tagja (1994-), a Recent Studies szerkesztőbizottságának a tagja 2003-tól.

### Szakmai tisztségviselése
Több tudományos tisztséget tölt be, alapító tagja a Magyar Pszichiátriai Társaságnak (1980), a Magyar Narkológiai Társaságnak (1991-), a Szociálpszichiátriai Társaságnak (1990).
A Drogambulanciák Szakmai Szövetsége Tanácsának elnöke (1997-), az ERIT (európai narkológiai társaságok szövetsége alelnöke) (1994-), az ENSZ Narkotikus drogok NGO-Bizottságának tagja (1995-), Európai EuroADAD Munkacsoport vezetője (2005-). Az Egészséges Ifjúságért Alapítvány kuratóriumának elnöke (1995-2002), a Drog Free Alapítvány elnöke (1991-1996), a Magyar Országgyűlés Kábítószerügyi Ad hoc Bizottság szakértője (1996-1997).
Több szakmai kollégiumnak volt, vagy jelenleg is tagja: a Pszichiátriai Szakmai Kollégium (1993-), az Addiktológiai Szakmai Kollégium (2009-től), az Alkohológiai és Addiktológiai Szakmai Kollégium (1992-1994) tagja, a Pszichiátriai Szakmai Kollégium titkára (1995-2004), A PSZK Addiktológiai Szakbizottság elnöke 2000-től 2004-ig.

## Díjai, kitüntetései
- Nyírő Gyula-nívódíj (1983)
- Goldschmidt Dénes-díj (2003)
- Elige Vitam Szakmai Díj (2005)
- Oláh Gusztáv-életműdíj (2019)

## Művei

### Önálló kötetei
- Gerevich József (1983): Terápiák társadalma, társadalmak terápiája. Változatok a kakukkfészekre. Magvető, Budapest
- Gerevich József (1991): A drogkutatások terminológiai kézikönyve. Drogmegelőzési Módszertani Központ és Ambulancia, Budapest
- Gerevich József (1993): Az addiktív drogfogyasztás kialakulásának strukturális modellje. Kandidátusi értekezés, Budapest
- Gerevich József (2005): Lány a szekrényben. Patográfiai és klinikai esettanulmányok. Osiris, Budapest
- Gerevich József (2015): Ágyban dől el? Az intimitás útvesztői. Noran Libro, Budapest
- Gerevich József (2016): Teremtő vágyak – Művészek és múzsák. Noran Libro, Budapest
- Gerevich József (2017): Múzsák és festők – Teremtő vágyak 2. Noran Libro, Budapest
- Gerevich József (2018): Szerelmek, múzsák, szeretők – Teremtő vágyak 3. Noran Libro, Budapest
- Gerevich József (2021): Szemfényvesztő művészet – utazás szerzők és művek körhintáján Labirintus, Budapest

### Társszerzőként, szerkesztések
- Gerevich József (szerk.) (1987): Az elsődleges megelőzés perspektívái. Drogmegelőzési Központ és Ambulancia, Budapest
- Gerevich József (szerk.) (1987): A drogproblémák megelőzése. Drogmegelőzési Központ és Ambulancia, Budapest
- Bácskai Erika, Gerevich József (1987): Iskolai drogmegelőzési modellkísérlet. Drogmegelőzési Központ és Ambulancia, Budapest
- Gerevich József (szerk.) (1989): Közösségi mentálhigiéne. Gondolat, Budapest, 2. kiadás: Animula, 1997
- Gerevich József, Veér András (szerk.) (1992): A kábítószer kihívása. Gondolat, Budapest
- Gerevich József (szerk.) (1993): Mentálhigiéne. Szöveggyűjtemény. T-Twins Kiadó, Budapest, 1993
- Gerevich József (szerk.) (1994): Drog és politika/Drugs and Policy. Egészséges Ifjúságért Alapítvány, Budapest
- Bácskai Erika, Gerevich József (1995): Az addiktív kórképek megelőzése és gyógyítása. A Drogmegelőzési Módszertani Központ és Ambulancia 1994. évi évkönyve. Népjóléti Minisztérium, Budapest
- Gerevich, József, Bácskai, Erika (1996): The Development and Prevention of Drug Use. Akadémia, Budapest
- Bácskai Erika, Gerevich József (1998): Ifjúság és drogfogyasztás. Animula, Budapest
- Németh Attila, Gerevich József (szerk.) (2000): Addikciók. Medicina, Budapest
- Bácskai Erika, Gerevich József (2000): A kortárssegítés tanári kézikönyve. Egészséges Ifjúságért Alapítvány, Budapest
- Bácskai Erika, Gerevich József, Rózsa Sándor (2001): Az Európai Addikció Súlyossági Index kézikönyve. Drogambulanciák Szakmai Szövetsége Tanácsa, Drogalapítvány, Budapest
- Gerevich József, Bácskai Erika, Rózsa Sándor (2003): A drog-ambulanciák működése és hatékonysága. Animula, Budapest
- Gerevich József (szerk.) (2004): Az adatvédelem addiktológiai kézikönyve. Gyermek- Ifjúsági és Sportminisztérium, Budapest
- Gerevich József, Bácskai Erika, Rózsa Sándor (2004): A Serdülőkori Problémák Értékelő Interjúja (EuroADAD). Oktatási kézikönyv. Addiktológiai Kutató Intézet, Budapest
- Bácskai Erika, Gerevich József (2006): Kokainprobléma Magyarországon. Medicina, Budapest
- Gerevich József, Bácskai Erika (szerk.) (2012): Korszerű addiktológiai mérőmódszerek, Semmelweis, Budapest
- Gerevich József, Bácskai Erika (szerk.) (2017): Agresszió, öngyilkosság, addikció. Noran Libro, Budapest
- Gerevich József (szerk.) (2019): A képzelet kockázata – Sylvia Plath élete, életműve és betegsége. Noran Libro, Budapest

## Internetes aktivitása
- Dr. Gerevich József hivatalos oldala
- Dr. Gerevich József közösségi oldala
- Egy pszichiáter történetei – Gerevich doktor válogatott töprengései
- Festői találkozások – különös festmények háttértörténete
- Tükör által világosan – Filmpszichológiai villanások
- Az intimitás útvesztői